# ريتشارد جونز (مخرج)
ريتشارد جونز (بالإنجليزية: Richard Jones)‏ هو مخرج بريطاني، ولد في 7 يونيو 1952 في لندن في المملكة المتحدة.

## وصلات خارجية
- ريتشارد جونز على موقع قاعدة بيانات برودواي على الإنترنت (الإنجليزية)